# Xysticus diversus
Xysticus diversus es una especie de araña cangrejo del género Xysticus, orden Araneae. Fue descrita científicamente por Blackwall en 1870.

## Distribución geográfica
Se distribuye por Italia (Sicilia).